# Laskaris Kananos
Laskaris Kananos var en bysantinsk resande och skriftställare från 1400-talet. Han utmärkes som en av de få bysantinare som efterlämnat reseanteckningar från de nordiska länderna.
Det är antagligt att Kananos i den för de kyrkliga unionsintressena resande abboten Isidors följe på 1430-talet kommit till Ryssland och genom Ryssland till Östersjön. I Riga har Kananos säkert varit, synes därifrån ha farit sjöledes till Lübeck, därifrån till Bergen och så till Flandern och England. Från England gjorde han en färd till Island och åter, varefter han sjövägen synes ha återvänt till Konstantinopel.
I en handskrift i kejserliga hovbiblioteket i Wien har fragmentariska anteckningar från denna resa bevarats; de innehåller notiser från östersjöprovinserna, Nordtyskland, Sverige, Danmark, Norge och Island. Någon annan stad på skandinaviska halvön än Bergen torde han dock knappast ha besökt. Om Sverige uppger han, att detta land "regeras av Danmarks konung", ett betecknande drag av en främlings uppfattning av unionsförhållandet på Eriks av Pommern tid.
Kananos nordiska reseanteckningar utgavs 1902 som Reseanteckningar från de nordiska länderna i översättning och med kommentarer av Vilhelm Lundström (i Smärre byzantinska skrifter, I).
Vanligen anser man Kananos identisk med den Johannes Kananos, som under 1400-talets förra del författat en beskrivning på Konstantinopels lyckliga försvar mot osmanerna år 1422.